# Diario di una schiappa - La legge dei più grandi
Diario di una schiappa - La legge dei più grandi (Diary of a Wimpy Kid: Rodrick Rules) è il secondo libro della serie di libri per ragazzi Diario di una schiappa dell'autore statunitense Jeff Kinney, pubblicato nel 2008 negli Stati Uniti e nel 2009 in Italia dalla Editrice Il Castoro.

## Trama

### Chirag l'invisibile
Greg Heffley ha passato un'estate decisamente brutta (invidiando oltretutto il suo amico Rowley, che è andato in Sud America), in cui è stato costretto dal padre a fare un corso agonistico di nuoto in piscina alla mattina prestissimo senza ottenere risultati concreti. Tornato a scuola, si stupisce vedendo Chirag Gupta, un ragazzino piuttosto basso, che a giugno doveva trasferirsi e che invece è ancora lì con loro. Greg e i suoi compagni, felici di rivederlo, decidono di fargli uno scherzo prima di dargli nuovamente il benvenuto ufficiale, facendo finta che sia invisibile, quindi facendo come se lui proprio non ci fosse (ignorandolo anche quando fa notare fisicamente la sua presenza) e parlando di lui con nostalgia. Greg pensa di smetterla con il suo scherzo il giorno dopo, ma purtroppo tutta la sua classe, divertita dallo scherzo, continua a fare finta che Chirag sia invisibile e non ci sia. Greg continua così lo scherzo, visto il successo ottenuto tra i suoi compagni di classe. Alla lunga lo scherzo degenera e continua finché Chirag si spazientisce e fa convocare Greg dal vicepreside. Sembra che il protagonista la scampi solo per un colpo di fortuna, dato che il vicepreside si è confuso su chi sia la vittima dello scherzo, e ha fatto porgere a Greg le scuse a un altro ragazzo. Chirag, infuriato, racconta dello scherzo a suo padre, che chiama immediatamente Susan. Greg nega tutto, ma sua madre va a casa di Rowley per chiedere conferma. Quest'ultimo, intimorito, confessa tutto, così Greg viene mandato a casa dei Gupta a chiedere scusa a Chirag, che lo perdona e lo invita a giocare coi suoi videogiochi.
Alla scuola viene organizzato uno spettacolo dove gli studenti possono mostrare il loro talento davanti a tutta la scuola esibendosi in qualsiasi modo.
In realtà lo show si dimostra uno spettacolo scolastico molto penoso, soprattutto per il fatto che metta insieme i "talenti" della scuola materna, elementare, media e superiore, quindi ci sono dei bambini piccoli che cantano canzoncine all'orsacchiotto alternati a dei diciottenni che fanno assoli di chitarra elettrica.
A questo show partecipano anche i Löded Diper, la band metal di Rodrick, che conta molto su questo spettacolo, perché vogliono mandarne un video a un'etichetta discografica per ottenere un contratto. Le riprese sono fatte dalla mamma, dopo che Greg aveva rifiutato (non volendo fare favori a Rodrick a seguito di tutti i suoi dispetti). La mamma riprende l'esibizione dei Löded Diper ma, durante l'assolo di Rodrick, stranamente, la ripresa inizia a tremare tutta. La band però pensa di riuscire a rimediare, registrando in tv lo Show dei nuovi talenti che sarà dato in onda la sera dopo. Però c'è un problema: le riprese sono buone fino all'assolo di Rodrick, e a quel punto viene riquadrata per tutto il resto della canzone Susan che balla come un'esagitata. Rodrick se la prende con Greg, perché se avesse fatto lui le riprese fin dall'inizio tutto ciò non sarebbe probabilmente accaduto, e per vendicarsi telefona a tutti gli amici di Greg e racconta loro un episodio a dir poco spiacevole e assurdo capitato a Greg durante l'estate, che verrà narrato nel capitolo successivo.

### Il segreto di Greg
Per tutto il libro, Greg aveva continuato ad accennare ad un evento che gli era accaduto durante l'estate, di cui Rodrick è a conoscenza e può usarlo come strumento di ricatto minacciando Greg di raccontare tale evento ad altre persone (costringendolo, ad esempio, a pulire la casa ed a tenere la bocca chiusa dopo che ha fatto una festa con gli amici all'insaputa dei genitori).
Il fatto è questo: durante l'estate, Greg e Rodrick sono dal nonno, all'Happy Residence, una casa di riposo per anziani dove non c'è nulla da fare e non c'è nemmeno la televisione, o meglio c'è ma ci si possono vedere solo i filmati della telecamera di sicurezza.
Greg, molto annoiato, incautamente tira fuori il vecchio giornale di bordo in presenza di Rodrick, il quale, curioso, tenta di sottrarglielo per leggere cosa c'è scritto sopra. Greg scappa, riuscendo a riprendersi il diario, e si rifugia nella prima stanza che trova, un bagno, dove intende distruggere il vecchio diario gettandone le pagine nel gabinetto; all'improvviso nel bagno entra una donna, ma Greg non si preoccupa perché all'Happy Residence capita a volte che le donne entrino nel bagno degli uomini, o viceversa. Poco dopo però entrano ed escono altre donne, quindi Greg non ha più dubbi: è lui che è finito nel bagno delle donne! Aspetta quindi che il bagno sia vuoto per andarsene, ma viene visto e portato via da una guardia, accusato di fare il guardone nel bagno delle signore. Rodrick ha visto tutto dal televisore del nonno, e ne approfitta per ricattarlo.
Il giorno dopo che Rodrick ha detto a tutti il segreto, Greg va a scuola con terrore, ma i compagni, anziché prenderlo in giro, lo accolgono come un eroe: a causa del classico passaparola che finisce sempre per distorcere la storia, gli amici di Greg hanno capito che lui era finito nello spogliatoio femminile del Liceo Crossland, non nel bagno femminile dell'Happy Residence. Meno prestigio riscuote invece la sua impresa presso le ragazze della scuola, per motivi comprensibili.

## Caratteristiche del libro
Questo libro ha alcune differenze rispetto al primo libro:
- Il primo libro racconta vicende che si svolgono lungo l'arco dell'intero anno scolastico, mentre questo parla solo delle vicende da settembre a dicembre.
- In questo libro Jeff Kinney mette in primo piano la figura di Rodrick nel suo ruolo di fratello maggiore rompiscatole e ricattore. Nel primo libro invece, è evidenziata la figura di Rowley, con il ruolo dell'amico ingenuo e infantile, che invece in questo libro viene messo decisamente in secondo piano. Altri personaggi di rilievo sono la madre Susan e il fratellino Manny.

## Adattamento cinematografico
Dal romanzo è stato tratto un film, dal titolo Diario di una schiappa 2 - La legge dei più grandi e sequel del film del 2010 Diario di una schiappa, pubblicato nel 2011.